# Gateshead Millennium Bridge
Il Gateshead Millennium Bridge è un ponte ciclo-pedonale levatoio che attraversa il fiume Tyne in Inghilterra. 

## Descrizione

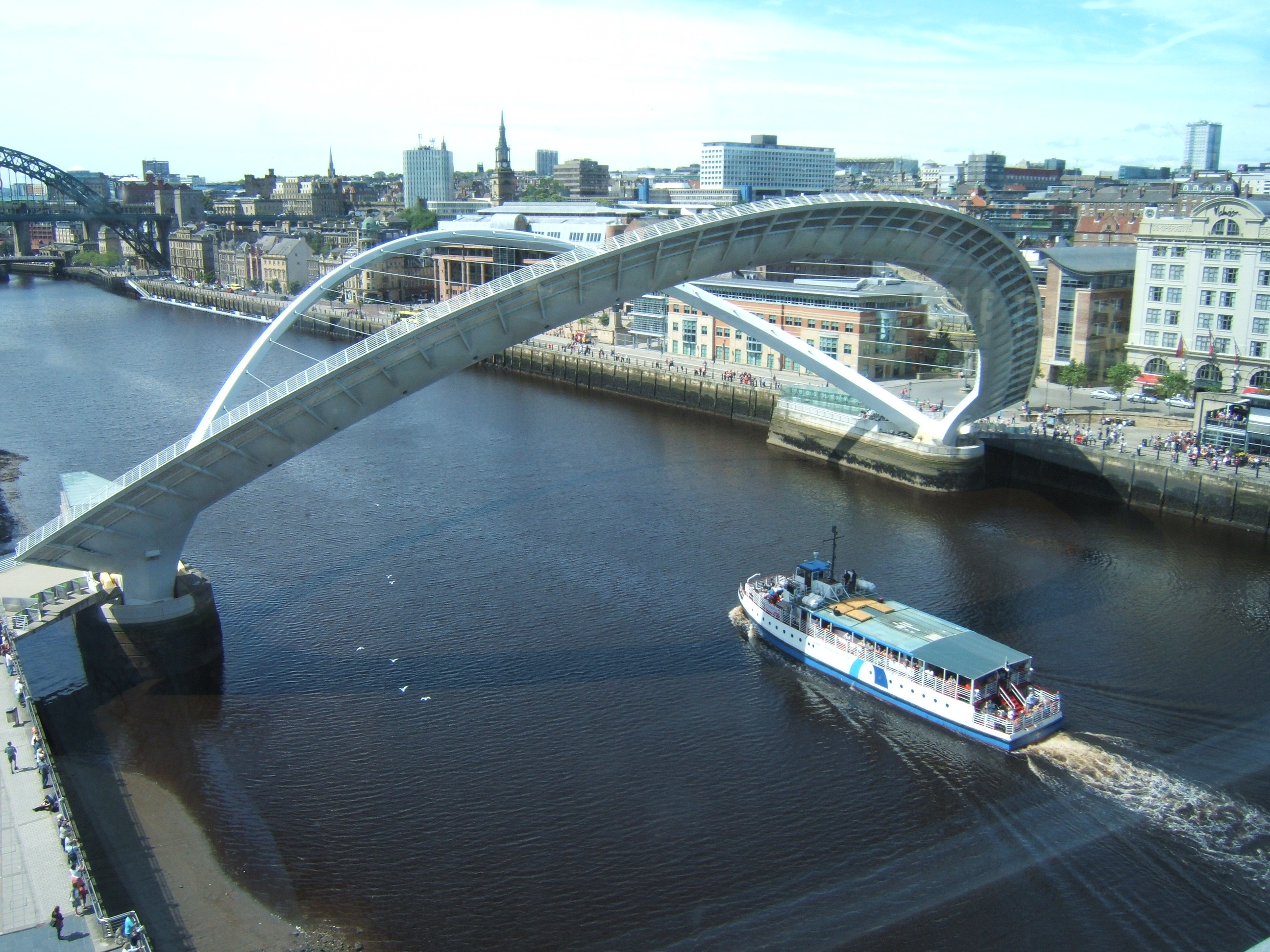
Il ponte aperto per il passaggio delle barche

Aperto al pubblico nel 2001, la struttura è stata ideata e progettata dallo studio di architettura Wilkinson Eyre e dall'ingegnere strutturale Gifford. Il ponte ha un sistema di alzata per far passare le barche sotto di esso, con un sistema che fa sì che si inclini su un fianco.
In termini di altezza, il Gateshead Millennium Bridge è leggermente più corto del vicino Tyne Bridge e ha una lunghezza di 126 metri.